# Paolo Gentiloni
Paolo Gentiloni Silveri (Roma, 22 de noviembre de 1954) es un periodista y político italiano, miembro del Partido Democrático y expresidente del Consejo de Ministros de la República Italiana. Entre 2019 y 2024 fue comisario de Asuntos Económicos y Monetarios del ejecutivo Von der Leyen de la Comisión Europea. También ha sido diputado, ministro de Asuntos Exteriores de Italia de Matteo Renzi y ministro de Comunicaciones de Romano Prodi.

## Primeros años y familia
Paolo Gentiloni Silveri es descendiente del Conde Gentiloni Silveri, que está relacionado con el político italiano Vincenzo Ottorino Gentiloni, líder de la Unión Electoral Católica Italiana, partido político conservador. Tiene el título de nobile de Filottrano, nobile de Cingoli y nobile de Macerata.
Asistió al Liceo Clásico Torquato Tasso en Roma y se graduó en ciencias políticas en la Universidad de Roma La Sapienza. Gentiloni también es periodista de profesión.
Contrajo matrimonio en 1988 con la arquitecta Emanuela Mauro.

## Carrera política
En 1993 se convirtió en el portavoz de Francesco Rutelli y se desempeñó como asesor en el Ayuntamiento de Roma para el turismo y el Jubileo 2000. Ha coordinado numerosas campañas electorales y en 2002 fue miembro fundador del partido Democracia es Libertad-La Margarita. Fue portavoz de comunicaciones del partido durante cinco años.
Después de las elecciones generales de 2001, fue elegido miembro de la Cámara de Diputados, siendo elegido luego como Presidente del Comité de vigilancia de los servicios de radiodifusión del Parlamento. Fue reelegido en las elecciones de 2006 como miembro de El Olivo, la coalición política liderada por el economista Romano Prodi, que había sido primer ministro entre 1996 y 1998. Después de la victoria de centro-izquierda, Gentiloni fue nombrado ministro de Comunicaciones en el segundo gobierno de Prodi.
Entre 2006 y 2007 como ministro de Comunicaciones intentó realizar modificaciones en RAI, la televisión pública italiana, especialmente en asuntos relativos a la publicidad privada que serían limitados. Presentó dos proyectos de ley en el Parlamento que no fueron aprobados. También propuso que la emisora fuera dirigida por una fundación y que se modifique el Consejo de Administración. Sus propuestas fueron conocidas como la Reforma Gentiloni.
Gentiloni fue uno de los 45 miembros fundadores del comité nacional del Partido Democrático en 2007, formado por la unión de los socialistas democráticos de los Demócratas de Izquierda y el izquierdista La Margarita. Fue reelegido en las elecciones generales de 2008, que vio la victoria de la coalición conservadora liderada por Silvio Berlusconi.
El 6 de abril de 2013 fue candidato en las elecciones primarias para elegir el candidato de centro-izquierda a la alcaldía de Roma, quedando tercero después de Ignazio Marino, que se convirtió luego en el alcalde, y el periodista David Sassoli. Su candidatura había sido anunciada en diciembre de 2012.
Gentiloni fue elegido de nuevo en Cámara de Diputados en las elecciones generales de 2013, en la coalición de centro-izquierda Italia. Bien Común dirigida por Pier Luigi Bersani, secretario del Partido Democrático.

### Ministro de Asuntos Exteriores

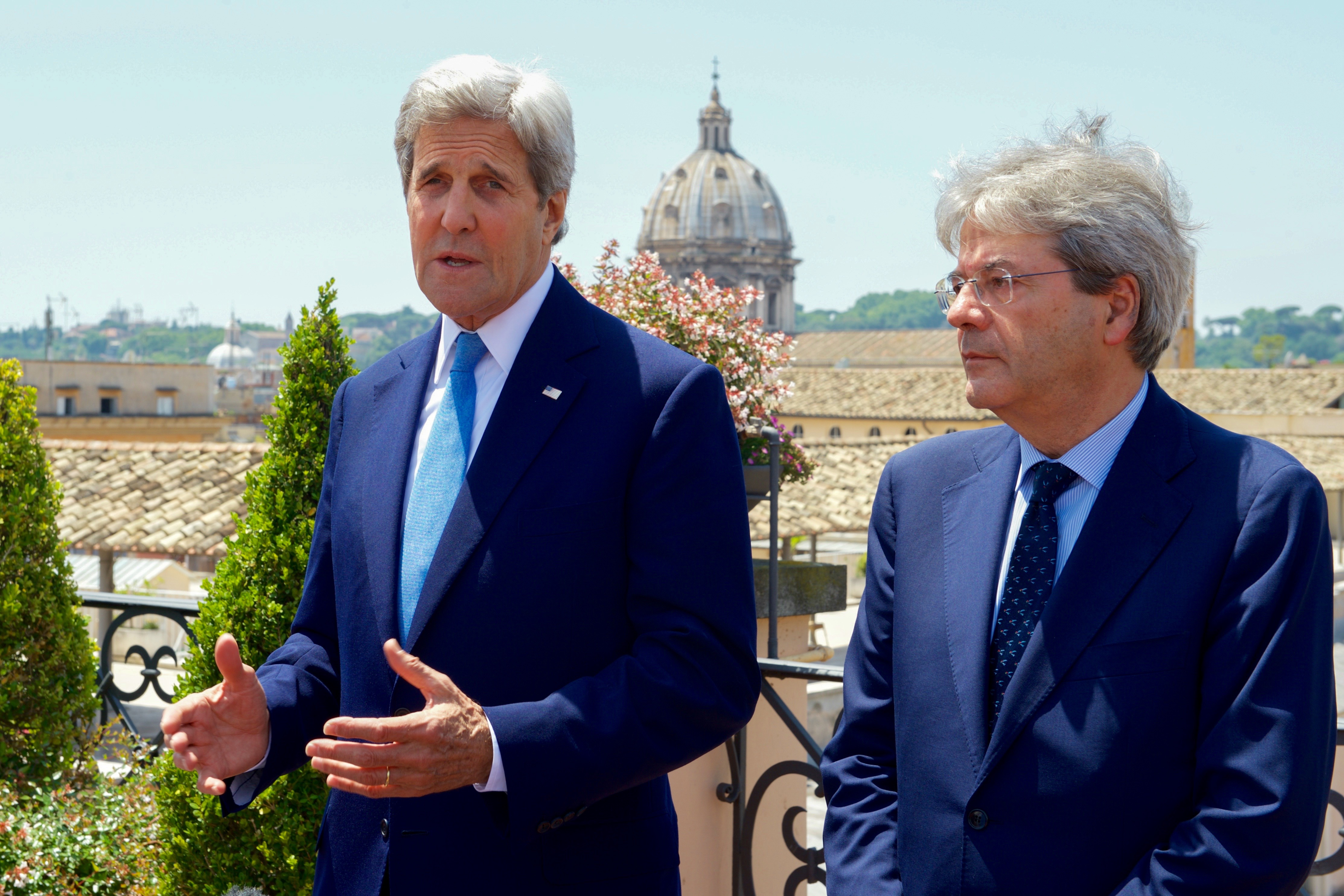
Gentiloni y John Kerry, Secretario de Estado de los Estados Unidos, en Roma, junio de 2016.

El 31 de octubre de 2014 fue nombrado ministro de Asuntos Exteriores por el primer ministro Matteo Renzi. Gentiloni reemplazó a Federica Mogherini, que se convirtió en la alta representante de la Unión Europea para Asuntos Exteriores y Política de Seguridad.
El 13 de febrero de 2015, durante una entrevista en un canal de televisión, Gentiloni afirmó que «si es necesario, Italia estará lista para luchar en Libia contra el Estado islámico, porque el gobierno italiano no puede aceptar la idea de que haya una amenaza terrorista activa a pocas horas de Italia en barco». Al día siguiente Gentiloni fue amenazado por el Estado Islámico, que lo acusó de ser un cruzado y ministro de un país enemigo.
En marzo de 2015 Gentiloni visitó México y Cuba, donde se reunió con el presidente Raúl Castro, asegurando el apoyo italiano para la normalización de las relaciones entre Cuba y Estados Unidos.
El 11 de julio de 2015, un coche bomba estalló a las afuerzas del consulado italiano en El Cairo, Egipto, matando a una persona e hiriendo a otras cuatro. El Estado Islámico admitió su responsabilidad. El mismo día Gentiloni declaró que Italia «no se dejará intimidar» y que continuará en la lucha contra el terrorismo.